# Де Мојн (Њу Мексико)
Де Мојн (енгл. Des Moines) град је у америчкој савезној држави Њу Мексико.

## Демографија
По попису из 2010. године број становника је 143, што је 34 (-19,2%) становника мање него 2000. године.
| Група             | 2000.       | 2010.      |
| Белци             | 110 (62,1%) | 94 (65,7%) |
| Афроамериканци    | 0 (0,0%)    | 0 (0,0%)   |
| Азијати           | 0 (0,0%)    | 0 (0,0%)   |
| Хиспаноамериканци | 60 (33,9%)  | 44 (30,8%) |
| Укупно            | 177         | 143        |